# 관자근막
관자근막(temporal fascia), 또는 측두근막은 관자근(temporalis muscle)을 덮는 근막이다.
강력한 섬유질 성분의 근막이며 가쪽으로는 앞귓바퀴근(auricularis anterior muscle)으로, 위쪽으로는 머리덮개널힘줄(epicranial aponeurosis)와 눈둘레근(orbicularis oculi muscle) 일부로 덮여 있다.
얕은관자동맥, 얕은관자정맥(superficial temporal vessels)과 귓바퀴관자신경(auriculotemporal nerve)은 아래에서 위로 관자근막을 가로지른다.
위에서는 한 층으로 된 구조물이며 마루뼈(parietal bone)의 위관자선(superior temporal line) 전체에 걸쳐 붙어 있다. 광대활(zygomatic arch)에 붙어 고정되어 있는 아래쪽에서는 두 층으로 이루어져 있다. 한 층은 광대활의 가쪽 부분에, 다른 한 층은 광대활의 안쪽 부분에 붙어 있다.
관자근막의 두 층 사이에는 소량의 지방, 얕은관자동맥의 눈가지(orbital branch), 위턱신경(maxillary nerve)에서 갈라져 나온 광대신경(zygomatic nerve)의 미세한 신경섬유들이 존재한다.
관자근막의 깊은면과 관자근의 얕은층 근육 섬유는 서로 달라붙어 있다.
귀밑샘근막(parotid fascia)는 관자근막으로 이어진다.

## 참고 문헌
이 문서는 현재 퍼블릭 도메인에 속하는 그레이 해부학 제20판(1918) page 386의 내용을 기초로 작성된 글이 포함되어 있습니다.